# Sybra apicalis
Sybra apicalis es una especie de escarabajo del género Sybra, familia Cerambycidae. Fue descrita científicamente por Breuning en 1939.
Habita en Malasia. Mide 7 mm.